# Cytisus grandiflorus subsp. cabezudoi
Cytisus grandiflorus subsp. cabezudoi é uma subespécie de planta com flor pertencente à família Fabaceae. 
A autoridade científica da subespécie é Talavera, tendo sido publicada em Anales del Jardín Botánico de Madrid 57: 213. 1999.

## Portugal
Trata-se de uma subespécie presente no território português, nomeadamente em Portugal Continental.
Em termos de naturalidade é endémica da Península Ibérica.

## Protecção
Não se encontra protegida por legislação portuguesa ou da Comunidade Europeia.